# 가와구치코역
가와구치 호 역(일본어: 河口湖駅, かわぐちこえき)은 일본 야마나시현 미나미쓰루군 후지카와구치코정에 위치하는 철도역이다.
이 노선의 마지막 역이기도 하다.

## 타는 곳
| 1 | ■ 후지 급행 선   | 후지요시다·쓰루 시·오쓰키·다카오·도쿄 방면 |
|   | 하차 전용 승강장 | (2번 승강장과 선로가 공용됨)               |
| 2 | ■ 후지 급행 선   | 후지요시다·쓰루 시·오쓰키·다카오·도쿄 방면 |
| 3 | ■ 후지 급행 선   | 후지요시다·쓰루 시·오쓰키·다카오·도쿄 방면 |

## 역세권 정보
- 가와구치 호(후지 5호)
- 후지카와구치코 정청(町廳)
- 국도 제137호선

## 역사
- 1950년 8월 24일: 영업 개시.

## 인접역
| ■ 후지 급행 선              | ■ 후지 급행 선   | ■ 후지 급행 선 |
| --------------------------- | ---------------- | -------------- |
| 후지큐 하이랜드 오쓰키 방면 | 후지산 특급 보통 | (시종점역)     |